# Пекулнейско езеро
Пекулнейското езеро (лагуна Пекулнейска) (на руски: Пекульнейское озеро) е голямо сладководно езеро-лагуна в Азиатската част на Русия, Чукотски автономен окръг.
С площ от 435 km² е 2-рото по големина езеро в Чукотския автономен окръг след Червеното езеро и 27-ото също по площ в Русия.
Пекулнейското езеро е езеро от лагунно-фиордов тип, разположено в най-южната част на Чукотския автономен окръг, на северозападното крайбрежие на Берингово море, в североизточните разклонения на Корякската планинска земя, на 0,7 m н.в. Езерото има форма на латинска буква „Y“, с два ясно открояващи се залива – Пекулвеем (на северозапад) и Каканает (на североизток). Западните, северните и източните му брегове са стръмни и високи, а южните – ниски и полегати. Дължината му е 34 km, ширината 21 km, а площта по различни източници се колебае от 419 до 435 km². Средна дълбочина около 10 m, а максимална – 30 m. Обем 4,3 km3.
Основното количество вода в езерото постъпва чрез реките Пекулвеем, Каканаут и Кавтае. Пекулнейското езеро заедно с разположеното югоизточно от него езеро Ваамочка съставляват Мейнипилгинската езерно-речна система. Двете езера са свързани помежду си с къс и тесен проток. От южния край на езеро Ваамочка в посока запад-югозапад започва дългия 17 km проток Майна, който свързва двете езера с Берингово море. През зимата устието на протока в морето се затлачва и връзката на езерата с Берингово море се прекъсва.
Подхранването на Пекулнейското езеро е предимно снежно-дъждовно. Поради връзката му с Берингово море водата му е слабо солена. По високите му брегове преобладава тундровата растителност с редки храсти, а ниските участъци на юг са заети само от ливадна растителност.
На косата, отделяща езерото от морето, в близост до южния му бряг е разположено националното чукотско село Мейнипилгино.
В Пекулнейското езеро живеят 22 вида риби, а по бреговете му гнездят водоплаващи птици, в т.ч. популацията на голямата белоглава чайка.